# 奧菲利亞·達爾
奧菲利亞·馬格達萊納·達爾（英語：Ophelia Magdalena Dahl，1964年5月12日—）是一名英裔美國社會正義和醫療保健倡導者。達爾共同創立健康伴侶（PIH），一個總部位於麻薩諸塞州波士頓的非營利醫療保健組織，致力於「為窮人提供優先選擇」。她擔任執行董事長達16年，此後持續擔任董事會主席。
作為PIH團隊的共同創始人和重要成員，達爾在《愛無國界》一書中佔有重要地位：崔西·基德在書中描述了該組織的工作和保羅·法莫爾的生平。2006年12月，達爾和法莫爾獲得紐約協和神學院頒發的聯合獎章。2017年，紀錄片《居留此地》介紹了達爾和健康伴侶團隊。2024年，她被評為時代百大人物之一。

## 職業生涯
1983年，作為一名18歲的海地志工，達爾第一次遇到保羅·法莫爾，也就是PIH未來的共同創始人。2001年至2005年，達爾擔任PIH的執行董事，現任董事會主席，該組織將繼續在世界偏遠地區建立醫療保健系統並提高全球醫療保健標準。
自1987年PIH成立以來，該組織已將其醫療保健服務擴展到全球各地。在達爾的領導下，PIH正在加強盧安達80萬人的公共衛生系統。其他國家包括馬拉威、墨西哥、俄羅斯和賴索托，PIH與這些國家各自的衛生部合作，在某些農村地區防治疾病。PIH透過癌症、慢性病、霍亂、愛滋病、外科手術、婦女健康、兒童健康、社區衛生工作者、心理健康和結核病等計畫提供重要的醫療保健服務。截至目前，PIH在全球60多個醫院中心開展工作，有12 000多名同事參與其中。
2011年，她與法莫爾和健康伴侶的資深成員路易絲·艾佛斯一起被《波士頓環球報》評為波士頓年度人物。這主要歸功於她在該慈善機構應對2010年海地地震時所發揮的作用。她也被社會資本公司（SCI）選為2011年SCI理想主義獎得主，該獎項將於2011年3月30日頒發。
2013年，達爾在馬德琳·科貝爾·歐布萊特全球事務研究所發表演說。
2019年，達爾被威廉姆斯學院授予榮譽法學博士學位。

## 個人生活
達爾於1964年5月12日出生於英國牛津的約翰·拉德克里夫醫院，是作家羅爾德·達爾和女演員帕翠夏·尼爾的第二個孩子。達爾為2003年出版的《羅爾德·達爾作品集》一書做出貢獻，該書收集了她父親的故事、回憶錄、信件和詩歌。她是羅爾德·達爾博物館和故事中心的受託人和副主席，該中心是一家註冊慈善機構，其使命是「講述羅爾德·達爾的生平故事，保護他的檔案，促進每個人對創意寫作的熱愛。」。她也是Dahl & Dahl LLP律師事務所的主席，該事務所負責管理她父親的文學遺產。
1994年，達爾作為戴維斯獎學金得主從韋爾斯利學院畢業，並在韋爾斯利學院2006年畢業典禮上發表演講。
達爾與妻子麗莎·弗蘭茨斯（Lisa Frantzis）育有一子。

## 延伸閱讀
- Partners In Health Director's Message
- Telegraph Article
- Ophelia Dahl's Union Medal acceptance speech podcast
- Ophelia Dahl （页面存档备份，存于）  Video produced by Makers: Women Who Make America